# Łąki nad Wojkówką
Łąki nad Wojkówką (PLH180051) – projektowany specjalny obszar ochrony siedlisk, aktualnie obszar mający znaczenie dla Wspólnoty, złożony z trzech enklaw, położonych nad doliną Wisłoka, w okolicach miejscowości: Wojkówka, Rzepnik i Odrzykoń. Tak ujęty obszar zajmuje powierzchnię 9,62 ha.
W obszarze występują dwa siedliska z załącznika I dyrektywy siedliskowej:
- murawy kserotermiczne z klasy Festuco-Brometea
- łąki świeże Arrhenatheretum elatioris

Większość (97,47%) terytorium obszaru leży w granicach Czarnorzecko-Strzyżowskiego Parku Krajobrazowego, pozostała część leży w Czarnorzeckim Obszarze Chronionego Krajobrazu.